# Hemignathus vorpalis
Hemignathus vorpalis ist eine ausgestorbene Vogelart aus der Unterfamilie der Kleidervögel. Sie ist nur durch das subfossile Typusmaterial bekannt geworden, das 1993 in der Petrel Cave (einem Lavatunnel in 1.200 m Höhe) auf der Insel Hawaii entdeckt und 2003 beschrieben wurde. Hemignathus vorpalis starb vor ungefähr 3000  bis 1500 Jahren aus. 

## Merkmale
Der Holotypus ist ein unvollständiges Skelett, das aus dem beträchtlichen Teil eines Oberkieferknochens, der Unterkiefersymphyse mit den dazwischen liegenden Teilen des linken und des rechten Unterkieferastes, einem Schädelfragment, dem proximalen Ende und dem Schaft des linken Oberarmknochen, dem distalen Ende und einem Teil des linken Schafts der Ulna, dem linken Tibiotarsus, dem das distale Ende fehlt, dem rechten Tibiotarsus, dem sowohl das distale Ende als auch der größte Teil der Schienbeinkämme fehlt, dem linken Tarsometatarsus mit einem abgeriebenen proximalen Ende sowie aus der proximalen Hälfte des rechten Tarsometatarsus mit einem abgeriebenen proximalen Ende besteht. Der Schnabel von Hemignathus vorpalis verbindet einen langen säbelförmigen Oberschnabel mit einem viel kürzeren Unterschnabel. Obwohl Hemignathus vorpalis die Schnabelform mit den anderen Vertretern der Gattung Hemignathus teilt, unterscheidet sie sich diese Art jedoch hinsichtlich der Schnabelmorphologie und durch den größeren Körper. Aufgrund der postcranialen Ausmaße kann davon ausgegangen werden, dass Hemignatus vorpalis einer der größten bekannten Kleidervögel war. Der säbelförmige Schnabel ist vermutlich eine Anpassung an das Bohren in Ritzen oder Spalten zum Erbeuten von Wirbellosen. Wahrscheinlich hatte Hemignathus vorpalis eher eine bodenbewohnende Lebensweise und benutzte seinen Schnabel in ähnlicher Manier, wie es heute die Kiwis oder die Wekarallen tun.

## Etymologie
Der Name „vorpalis“ leitet sich vom Adjektiv vorpal ab, das von Lewis Carroll in seinem Gedicht Jabberwocky verwendet wird. In der Textzeile „He took his vorpal sword in hand... The vorpal blade went snicker-snack“ werden die Wörter Schwert und Klinge abgewandelt. Dies ist eine Anspielung auf den langen säbelförmigen Oberschnabel dieser Art.